# 164
164 (CLXIV na numeração romana) foi um ano bissexto do século II do Calendário Juliano, da Era de Cristo, as suas letras dominicais foram B e A (52 semanas), teve início a um sábado e fim num domingo.
| Ano completo                      |
| --------------------------------- |
| Ano bissexto com início ao sábado |